# エジプト第31王朝

エジプト第31王朝

アケメネス朝ペルシア帝国と事実上の属州であるエジプト第31王朝の版図

エジプト第31王朝（エジプトだい31おうちょう）は、アケメネス朝ペルシア帝国の事実上の属州（サトラペイア）である古代エジプト王朝。この王朝は短命であり、紀元前343年から紀元前332年まで存続した。この王朝はペルシア王アルタクセルクセス3世によるエジプト再征服とその後の王（ファラオ）への即位によって成立し、アレクサンドロス大王による征服によって滅亡した。
第31王朝は、第27王朝に次いでペルシア人の王がエジプトを統治する二度目の王朝であり、「第2次ペルシア支配時代」と呼ばれている。第31王朝が成立する以前、エジプトは三つの現地人による王朝（第28、第29、第30王朝）による束の間の独立を謳歌していた。
エウセビオスの年代記の記録によれば、マネトの『エジプト誌』の記録はこの王朝の成立をもって終了している。従って第1王朝から第30王朝までと異なり、第31王朝はマネトの著作に対する後代の追加の記録によって番号がつけられている。

## 歴史
この王朝の実態を明らかにする同時代史料は極めて乏しい。アルタクセルクセス3世がメンフィスで発行したアテナイ様式の4ドラクマ銀貨が僅かに2枚残されている。この銀貨にはデモティック（民衆文字）でアルタクセルクセス3世の名前が記されている。アルタクセルクセス3世の下で誰がサトラップ（総督）を務めたのかはわかっていない。彼は紀元前338年に宦官バゴアスによって暗殺された。
アルセス（アルタクセルクセス4世）が跡を継いだが、彼もまた紀元前336年にバゴアスによって暗殺された。
ダレイオス3世（紀元前336年-紀元前330年）の下では、サバケスが総督であった。彼がイッソスの戦いに参戦し戦死するとマザケスが総督位を継いだ。マザケスも自身の名を記したアテナイ様式の4ドラクマ銀貨を発行していることが確認されている。エジプト人もまたイッソスの戦いに参加した。例えば、ヘラクレオポリスの貴族ソムトゥテフナクト（セマタウイテフナクト）がそうである。彼の碑文には彼がギリシア人との戦いでどのように逃げ出したか、彼の都市神ヘリシェフがどのように彼を守り、彼が無事帰国できたかが書かれている。
アリアノスの記録によれば、紀元前332年、総督マザケスは戦うことなくエジプトをアレクサンドロス大王へ渡した。アレクサンドロスがファラオとして即位し、これによってアケメネス朝による統治は終わりを告げ、エジプトはアレクサンドロス帝国支配下の属州（サトラペイア）となった。その後プトレマイオス朝、ローマ帝国が順次ナイル川流域を支配した。

## 文化

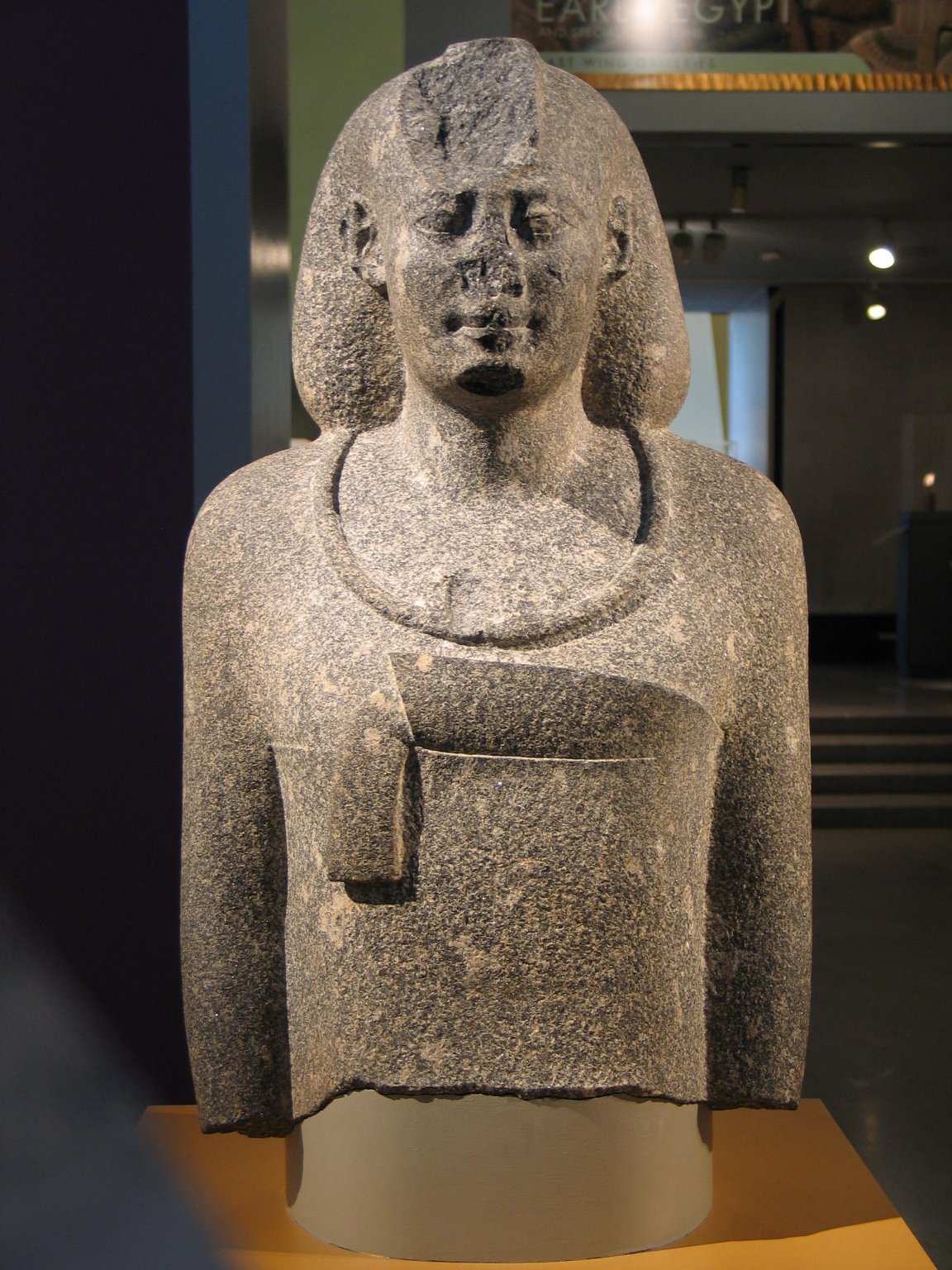
ペルシア人の衣装を纏うエジプト人の男 前343-前332頃, 71.139, ブルックリン美術館

エジプト人が外国人の衣装と宝飾品を身に着ける現象は歴史上しばしば見られた。このような非エジプト的なファッション嗜好は、この時代の広範囲の交易や、遠く離れた宮廷との外交的接触によって、或いはエジプトが外国勢力の支配下に入ることでもたらされた。ペルシア人は二度にわたりイラン高原の故地からナイル渓谷を侵略した。そしてエジプト第27王朝（紀元前525年-紀元前404年）と、エジプト第31王朝（紀元前342年-紀元前332年）の間エジプトを統治した。左図の彫像はペルシア支配時代の後期の物である。
この彫像の体を包んでいる長いスカートと、衣服の上端を挟み込んで止める姿はペルシア式のものである。トルク（torque）と呼ばれるネックレスは素早さと性力を象徴する古代ペルシアのシンボルであるアイベックスの図像で飾られている。ペルシア式の正装をしたこの公式の描写は、新たな支配者に対する忠誠を示すデモンストレーションかもしれない。
また第30王朝から第31王朝時代にかけてヘルモポリス・マグナに造営された神官ペトオシリスの墓に作られた壁面の浮彫彫刻には伝統的な葬送儀礼の様子が描かれているが、中にペルシア風のチュニックを纏った工人の姿が描かれている。

## エジプト第31王朝のファラオ
| 名前                           | 画像 | 在位              | 即位名                                       | 備考                                                   |
| ------------------------------ | ---- | ----------------- | -------------------------------------------- | ------------------------------------------------------ |
| アルタクセルクセス3世          |      | 前343年 - 前338年 |                                              | エジプトを二度目のペルシア支配下に置いた               |
| アルセス/アルタクセルクセス4世 |      | 前338年 - 前336年 |                                              | 下エジプトのみを支配した                               |
| カババシュ                     |      | 前338年 - 前335年 | セネンセテプニプタハ（Senen-setepu-ni-ptah） | ペルシアに対し反乱を起こし、上エジプトで王位を主張した |
| ダレイオス3世                  |      | 前336年 - 前332年 |                                              | 紀元前335年に上エジプトを再びペルシアの支配下に置いた  |

## 史料
- クテシアス断片 (ペルシア誌)
- シケリアのディオドロス (歴史叢書)
- マネト断片 (エジプト誌)
- フラウィウス・ヨセフス (ユダヤ古代誌)

## 関連記事
- エジプト第27王朝 (前525−前404) — First Egyptian Satrapyとしても知られる。
- サーサーン朝のエジプト征服